# 加瀬あゆむ
加瀬 あゆむ（かせ あゆむ、1987年2月14日 - ）は、日本の元AV女優、元ストリッパー。千葉県出身。エンプレス（ロータスグループ）に所属していたが、ロータスグループ再編により現在はファンタスタープロモーションに所属。

血液型はA型、身長150cm、スリーサイズ はB80cm（Cカップ）・W58cm・H82cm。

## 略歴
2005年6月に『新人×ギリギリモザイク ウブな新人の恥じらいセックス』でAVデビュー。
同年8月にはロック座所属のストリッパーとしてもデビューを飾る。
趣味はショッピング、おいしい料理を食べること。好きな物はミニーマウス、果物、かつサンド。特技は水泳。
年に数回、マカオのロック座まで行き、踊りの研究をしている。
2016年6月、ストリップを引退。その後アメリカに移住。

## 出演作品

### 2005年
- メコスジ（2005年2月24日、イーネット・フロンティア）共演：かすみ果穂

- 新人×ギリギリモザイク ウブな新人の恥じらいセックス（6月7日 エスワン）
- ギリギリモザイク あゆむはスケベな子猫ちゃん（7月19日 エスワン）
- ギリギリモザイク 学校でセックスしよっ（8月19日 エスワン）
- ギリギリモザイク あゆむがいっぱい癒してあげる（9月19日 エスワン）
- ギリギリモザイク おまんこスペシャル（10月19日 エスワン）
- ギリギリモザイク ギリギリモザイク（11月19日 エスワン）
- 最高のオナニーのために（12月1日 MOODYZ）

### 2006年
- 痴女と精子6（1月1日 MOODYZ）
- 顔騎痴女カウガール（2月13日 MOODYZ）
- 実話輪姦3（3月1日 MOODYZ）共演:杉浦美由
- 快感 エロ汁マンチョ5（4月25日 OPERA［オペラ］）
- 美脚痴女（5月1日 MOODYZ） ※総集編
- 痴女子校生（6月1日 MOODYZ） ※総集編
- お兄ちゃんのオチンチンだ〜い好きっ（6月7日 エスワン） ※総集編
- 痴女キャバクラ（6月13日 MOODYZ）共演:早川瀬里奈、雪乃まひる、西彩花、安田まり
- ギリギリモザイク バコバコ大乱交1（6月19日 エスワン）共演:米倉夏弥、しいないおり
- メスマゾ 凌辱愛2（6月25日 OPERA［オペラ］）
- ケツガッチン8 アナルバージン中出し淑女（7月25日 OPERA［オペラ］）
- 飲尿便器（8月19日 エムズビデオグループ）
- もしもアナタが…こ〜んな3姉妹の兄だったら?（10月13日 カルマ）共演:紅音ほたる、桃井りか
- 360度スケスケ新型マジックミラー号 真夏の湘南・逆ナンパ編（10月19日 ディープス）共演:美波さら、YOKO、加藤エミリ
- 女体研究病棟（12月7日 タカラ映像）
- 発情装置（11月15日 ワープエンタテインメント）
- モロ出し水中運動会 3（12月20日 イマージュ）共演:長谷川ちひろ、今野由愛、美咲沙耶、持田茜、瞳れん、藤崎優美、蒼月ひかり、流海、若葉薫子、愛葉悠、元木ひなよ 他多数
- Free Sex（12月21日 アキノリ）共演:美波さら

### 2007年
- 奴隷島 第七章 貞操帯の女（1月7日 アタッカーズ）共演:木村那美、長谷川あゆみ、MAYA
- THE KING GAME 2（1月20日 アレックス）共演:長谷川ちひろ、今野由愛、元木ひなよ、持田茜、瞳れん、百瀬ゆうな、愛葉悠、流海、若葉薫子 他多数
- 裸でカイロプラクティック（2月8日、V&Rプロダクツ）他出演:工藤未紗、あいら、神崎麗子、紺乃すず、花桐まつり
- 人妻ナイトクルーズ 03 ドM若妻Aさん（24）（2月10日 プレステージ）
- ムラニシクリニック 加瀬あゆむ絶頂中毒（3月8日 タカラ映像）
- WATER POLE 25（3月14日 プレステージ）
- 監禁飼育ハーレム（3月15日 ジェイモデル）共演:瞳れん、元木ひなよ、百瀬ゆうな
- 女子校生「集団痴女」2（3月19日 スタイルアート）共演:蛯原みなみ、春うらら、RIONA、遊姫
- 萌えあがる募集若妻 66（3月23日 プレステージ）
- tsubaki 大人の魅力 02（3月23日 プレステージ）
- 素人生汁娘 東京サポ36 Aちゃん（4月1日 プレステージ）
- 淫乱ナース中出し乱交 (年4月5日 タカラ映像）共演:長谷川ちひろ、天乃みお、瞳れん、名波ゆら 他
- 凌辱大捜査線2 アナル強姦遊戯（4月7日 アタッカーズ）共演:滝沢麻美、白山ゆり
- DANCE（4月19日 スタイルアート）共演:一ノ瀬カレン、天乃みお
- 絶対調教3 〜いい女が狂うまで〜（6月7日 アタッカーズ）共演:沢井真帆、雛形ともこ
- 女子校生の花園 3（6月19日 スタイルアート）共演:笠木あやか、ANNA、川村カンナ、春名えみ
- DANCE.2（6月19日 スタイルアート）共演:ANNA
- 快楽レズエステ 5（7月5日 アキノリ）共演:小春、那月りの、紗倉もも、憂木ルル、白石このみ
- 十人の責め師 蛇鬼（7月7日 アタッカーズ）
- Wマンコ&Wアナル中出し飲尿三穴輪姦 全編ミラクルモザイク（7月19日 エムズビデオグループ）共演:あんずさき
- 僕がペット 集団痴女編（7月20日 レアル・ワークス）共演:月嶋りお、藤咲飛鳥、三津なつみ、星優乃、伊藤結衣
- 愛しのフェラチーオ VII（8月11日 隼エージェンシー）他出演:野々宮りん、早坂めぐ、朝霧かすみ、水沢ありす、SARINA、天乃みお
- となりの美人妻 第2章 5人の美人妻たち（8月11日 隼エージェンシー）他出演:伊沢千夏、野々宮りん、紅月ルナ、長谷川ちひろ
- こだわりの手コキ 4時間SP 5 30人のハンドメイド（8月11日、隼エージェンシー）他29名出演
- 「尻」女子校生 3（8月19日 スタイルアート）共演:ANNA、春名えみ、笠木あやか、川村カンナ
- 近親妻 禁断の関係に萌えあがる人妻たち（9月8日 隼エージェンシー）他出演:紅月ルナ、長谷川あゆみ、雨音しおん、牧野ゆうひ
- オナニスト［第十八章］（9月8日 隼エージェンシー）他多数出演
- 私のマ○コとお口に貴方のザーメンをください（9月19日 ミスター・インパクト）他出演:伊沢千夏、有希りか、雨音しおん、村上里沙
- 極上手コキVol.3（9月19日、ミスター・インパクト）他多数出演
- 集団痴女コギャル5 完全版（9月21日 おかず。(ケイ・エム・プロデュース））共演:姫川りむ、長谷川なあみ、沢尻もも美、藤本さおり、朝霧かすみ
- 緊縛鬼イカセ 縄酔いスペシャル（10月19日 レアル・ワークス）
- 中出しされた女教師たち 2（10月19日 ミスター・インパクト）他出演:姫野愛、長谷川あゆみ、青山亜里沙、藤咲飛鳥
- 緊縛アナル鬼イカセ しかもニ穴生中出し（11月16日、レアル・ワークス）
- イイ女がアナル御開張!マン毛モロ出しノーモザイクDANCE（11月19日、スタイルアート）共演:一ノ瀬カレン、天乃みお、ANNA
- キスマニア Vol.4（11月19日、ミスター・インパクト）他多数出演
- オナニスト 第19章（12月8日、隼エージェンシー）他多数出演
- 黒人乱交FUCK 松本亜璃沙×加瀬あゆむ（12月13日 カルマ）共演:松本亜璃沙
- 18’s SLAVE女子校生陵辱ファイル（12月15日、ジェイモデル）他出演:未来、元木ひなよ、百瀬ゆうな、渡瀬ユカ、新川舞美、大沢舞、田中美久、瞳れん
- ダブル緊縛令嬢 相崎琴音×加瀬あゆむ（12月17日、レアル・ワークス）共演:相崎琴音

### 2008年
- 性的浴場 貸切ソープランド 2（1月5日、アキノリ）共演:松野ゆい、春名えみ、長澤リカ、村上里沙、乙羽あいか、天海遥
- レズ解禁 イカセ4時間生中出し 鮎川なお（2月18日、ケイ・エム・プロデュース）共演:鮎川なお
- リラクゼーションレズ性感エステ（2月21日、アキノリ）共演:松野ゆい、春名えみ、長澤リカ、村上里沙
- 革手袋手コキ研究所（4月18日、GLAY'z）他出演:持田茜、姫川りな、瞳れん、日比野夕希、綾瀬はるな、蒼月ひかり、水沢心音、折原れおな
- 痴虐レズビアンボンテージ 2（4月19日、スタイルアート）共演:稲森ケイト
- 接吻汁レズ 4（5月5日、ジャネス）共演:稲森ケイト
- ショートパンツ娘しか見たくない! 4時間（5月23日、TMA）他出演:持田茜、姫川りな、瞳れん、日比野夕希、綾瀬はるな、蒼月ひかり、水沢心音、折原れおな、紺野和香
- 顔を舐める（6月6日、映天）他出演:辻さき、七瀬ゆうり、堀口奈津美
- アナルDEヒップDEダンスSP 3（7月19日、スタイルアート）共演:新垣ありな、遥ゆりあ、桜庭彩
- おげれつ集団ダンス 4（7月25日、未来・フューチャー）共演:遥ゆりあ、桜庭彩
- FELLATIO FESTIVAL 10（8月1日、アイデアポケット）他出演:工藤れいか、綾瀬なな、彩花ゆめ、Rico、あすかりの、長谷川なぁみ、折原れおな、MIMI、上原美菜、杏野まひる、宝月ひかる、真山るい、綾瀬しおり、内田理緒

### 2010年
- オペラ5周年記念DVD24時間6枚組 （12月25日、オペラ）他多数出演

## テレビ
- エロパラNight　（GyaOジョッキー2008年3月11日放送分）

### ラジオ
- 品川近視クリニックpresentsプレラジ（2010年6月、ラジオ日本）